# When You're Through Thinking, Say Yes
When You're Through Thinking, Say Yes é o sétimo álbum de estúdio lançado pela banda de rock americana Yellowcard em 22 de março de 2011 pela gravadora Hopeless Records. O álbum recebeu críticas positiva e seu nome vem de uma mensagem de texto que o líder da banda, Ryan Key, enviou para uma menina.

## O álbum
A banda sofreu uma reformulação após seu hiato (2008-2010) e imediatamente começou a trabalhar em um novo álbum. Ryan Key que estava em um projeto paralelo com Reeve Oliver vocalista/guitarrista Sean O'Donnell (Que foi escolhido como substituto de Pete Mosely depois que ele deixou a banda) chamado "Big If", confirmou que algumas faixas seriam retrabalhadas pelo Yellowcard e inclusas no novo álbum.
Em 3 de agosto de 2010, a banda anunciou que iriam começar a gravar em setembro, com Neal Avrom como produtor do novo álbum. Enquanto isso eles reviveram a "Yellowcard Sessions" e gravaram novas músicas que forma mostradas originalmente no site da revista Rock Sound.
Em 8 de novembro de 2010 Yellowcard terminou a gravação do seu sétimo álbum de estúdio. E no dia 13 do mesmo mês o nome do álbum foi anunciado como When You're Through Thinking, Say Yes em um show na Glass House em Pomona, California, onde também tocaram "For You And Your Denial" a primeiro single do álbum.
Em 9 de dezembro de 2010 a banda postou no site oficial a capa do novo álbum. Em 5 de janeiro de 2011 a banda revelou a tracklist do CD. O primeiro single foi "For You And Your Denial]]" que foi liberado para download em 18 de janeiro de 2011 no site do iTunes.
A banda também afirmou que haveria duas faixas bônus na lista, uma delas ("Promises") foi lançado juntamente com o álbum no iTunes e a outra sendo uma re-gravação da música "Empty Street", originalmente apresentada por "Big If"
Em 22 de fevereiro de 2011 o clipe de "For You And Your Denial" estreou na MTV2 e MTVU. Nesse mesmo dia a música "Hang You Up" foi liberada como segundo single do CD.
No dia 24 de outubro de 2011 a banda lançou uma versão acústica do álbum "When You're Through Thinking, Say Yes". O CD acústico conta com todas as 10 faixas do álbum e como convidada especial a vocalista Cassadee Pope da banda Hey Monday (destaque para a versão acústica de "Hang You Up").
Em 25 de outubro de 2011 o clip da música "Sing For Me" estreou na MTV2

## Críticas
As críticas para o álbum são totalmente positivas. O revisor da AbsolutePunk, Thomas Nassiff, resumiu o álbum como "uma recapitulação geral da carreira da banda que ainda mostra boa evolução" e "uma coisa muito importante: Yellowcard está de volta, e eles estão de volta para o bem". Jarde Ponton da SputnikMusic deu para o álbum 4 de 5 estrelas, explicou, "o regist(r)o conta com o melhor que Yellowcard tem feito até agora, ainda em um contexto novo, cheio de energia recém-descoberta depois de um curto hiato, que, foi certamente necessário ". O revisor da AllMusic, Gregory Heaney, que deu a nota mais baixa, 3 de estrelas, publicou uma nota dizendo que a banda mudou muito das melodias focadas no violino para músicas focadas no impacto da sua composição

## Faixas
Lista de faixas:
| N.º            | Título                     | Compositor(es) | Duração |  |
| 1.             | "The Sound of You and Me"  | Yellowcard     | 4:36    |  |
| 2.             | "For You, And Your Denial" | Yellowcard     | 3:33    |  |
| 3.             | "With You Around"          | Yellowcard     | 3:01    |  |
| 4.             | "Hang You Up"              | Yellowcard     | 4:02    |  |
| 5.             | "Life of Leaving Home"     | Yellowcard     | 3:24    |  |
| 6.             | "Hide"                     | Yellowcard     | 3:12    |  |
| 7.             | "Soundtrack"               | Yellowcard     | 3:35    |  |
| 8.             | "Sing for Me"              | Yellowcard     | 3:54    |  |
| 9.             | "See Me Smiling"           | Yellowcard     | 3:50    |  |
| 10.            | "Be the Young"             | Yellowcard     | 3:56    |  |
| Duração total: | Duração total:             | Duração total: | 37:03   |  |

## Contribuições
| Yellowcard - Ryan Key – Letras, vocais, guitarra - Sean Mackin – Violino, vocal de apoio - Ryan Mendez – Guitarra - Sean O'Donnell – Baixo, vocais de apoio - Longineu W. Parsons III – Bateria Arte do álbum - Brian Manley – Artista e fotógrafo Músicos de apoio - Rodney Wirtz – viola - Christine Choi – violoncelo | Produção - Neal Avron – Produtor e técnico de gravação - Erich Talaba – Assistente de produção e gravação - Morgan Stratton – Assistente de gravação - Mike Fasano – Roadie de bateria - Brian Abell – Roadie de guitarra - Ted Jensen – Masterização - Nicolas Fournier – Assistente de mixagem - Kamila Kuplowska – Consultora do álbum |

## Desempenho
| Lista                             | Posição |
| --------------------------------- | ------- |
| Australian Albums Chart           | 41      |
| UK Albums Chart                   | 84      |
| UK Rock Albums                    | 5       |
| U.S. Billboard 200                | 19      |
| U.S. Billboard Rock Albums        | 5       |
| U.S. Billboard Alternative Albums | 5       |
| U.S. Billboard Independent Albums | 2       |
| Dutch Best Albums top 20(rock)    | 2       |